# BAFTA de melhor ator coadjuvante em cinema
BAFTA de melhor ator num papel secundário (no original em inglês Best Actor in a Supporting Role) é um prêmio entregue anualmente pela British Academy of Film and Television Arts (BAFTA) ao ator masculino que se tenha distinguido durante o ano num papel secundário em cinema.
Atores de qualquer nacionalidade são elegíveis para receber o prémio.
Lista com os atores premiados e nomeados:

## Ganhadores e indicados
Notas:
- "†" indica um Óscar pelo mesmo trabalho.
- "‡" indica uma nomeação ao Óscar pelo mesmo trabalho.
- "§" indica uma nomeação ao BAFTA que não recebeu para o Óscar.

### 1969-1979
| Ano             | Ator                   | Filme          | Personagem |
| --------------- | ---------------------- | -------------- | ---------- |
| 1969            |                        |                |            |
| Ian Holm        | The Bofors Gun         | Flynn          |            |
| Anthony Hopkins | The Lion in Winter     | King Richard I |            |
| John McEnery    | Romeo and Juliet       | Mercutio       |            |
| George Segal    | No Way to Treat a Lady | Morris Brummel |            |

### 1970-1979
| Ano                  | Ator                               | Filme                                | Personagem |
| -------------------- | ---------------------------------- | ------------------------------------ | ---------- |
| 1970                 |                                    |                                      |            |
| Laurence Olivier     | Oh! What a Lovely War              | John French                          |            |
| Jack Klugman         | Goodbye, Columbus                  | Ben Patimkin                         |            |
| Jack Nicholson       | Easy Rider                         | George Hanson                        |            |
| Robert Vaughn        | Bullitt                            | Chalmers                             |            |
| 1971                 |                                    |                                      |            |
| Colin Welland        | Kes                                | Mr Farthing                          |            |
| Bernard Cribbins     | The Railway Children               | Albert Perks                         |            |
| John Mills           | Ryan's Daughter                    | Michael                              |            |
| Gig Young            | They Shoot Horses, Don't They?     | Rocky                                |            |
| 1972                 |                                    |                                      |            |
| Edward Fox           | The Go-Between                     | Hugh Trimingham                      |            |
| Michael Gough        | The Go-Between                     | Mr Maudsley                          |            |
| Ian Hendry           | Get Carter                         | Eric Paice                           |            |
| John Hurt            | 10 Rillington Place                | Timothy Evans                        |            |
| 1973                 |                                    |                                      |            |
| Ben Johnson          | The Last Picture Show              | Sam the Lion                         |            |
| Max Adrian (póstumo) | The Boy Friend                     | Mr Max / Lord Hubert Brockhurst      |            |
| Robert Duvall        | The Godfather                      | Tom Hagen                            |            |
| Ralph Richardson     | Lady Caroline Lamb                 | George IV                            |            |
| 1974                 |                                    |                                      |            |
| Arthur Lowe          | O Lucky Man!                       | Mr Duff / Charlie Johnson / Dr Munda |            |
| Ian Bannen           | The Offence                        | Kenneth Baxter                       |            |
| Denholm Elliott      | A Doll's House                     | Nils Krogstad                        |            |
| Michael Lonsdale     | The Day of the Jackal              | Lebel                                |            |
| 1975                 |                                    |                                      |            |
| John Gielgud         | Murder on the Orient Express       | Mr Beddoes                           |            |
| Adam Faith           | Stardust                           | Mike Menary                          |            |
| John Huston          | Chinatown                          | Noah Cross                           |            |
| Randy Quaid          | The Last Detail                    | Seaman Larry Meadows                 |            |
| 1976                 |                                    |                                      |            |
| Fred Astaire         | The Towering Inferno               | Harlee Claiborne                     |            |
| Martin Balsam        | The Taking of Pelham One Two Three | Harold Longman                       |            |
| Burgess Meredith     | The Day of the Locust              | Harry Greener                        |            |
| Jack Warden          | Shampoo                            | Lester Carp                          |            |
| 1977                 |                                    |                                      |            |
| Brad Dourif          | One Flew Over the Cuckoo's Nest    | Billy Bibbit                         |            |
| Jason Robards        | All the President's Men            | Ben Bradlee                          |            |
| Martin Balsam        | All the President's Men            | Howard Simons                        |            |
| Michael Hordern      | The Slipper and the Rose           | The King                             |            |
| 1978                 |                                    |                                      |            |
| Edward Fox           | A Bridge Too Far                   | Brian Horrocks                       |            |
| Colin Blakely        | Equus                              | Frank Strang                         |            |
| Robert Duvall        | Network                            | Frank Hackett                        |            |
| Zero Mostel          | The Front                          | Hecky Brown                          |            |
| 1979                 |                                    |                                      |            |
| John Hurt            | Midnight Express                   | Max                                  |            |
| Gene Hackman         | Superman                           | Lex Luthor                           |            |
| Jason Robards        | Julia                              | Dashiell Hammett                     |            |
| François Truffaut    | Close Encounters of the Third Kind | Claude Lacombe                       |            |

### 1980-1989
| Ano                   | Ator                                              | Filme                        | Personagem |
| --------------------- | ------------------------------------------------- | ---------------------------- | ---------- |
| 1980                  |                                                   |                              |            |
| Robert Duvall         | Apocalypse Now                                    | Bill Kilgore                 |            |
| Denholm Elliott       | Saint Jack                                        | William Leigh                |            |
| John Hurt             | Alien                                             | Kane                         |            |
| Christopher Walken    | The Deer Hunter                                   | Nikanor "Nick" Chevotarevich |            |
| 1982                  |                                                   |                              |            |
| Ian Holm              | Chariots of Fire                                  | Sam Mussabini                |            |
| Denholm Elliott       | Raiders of the Lost Ark                           | Marcus Brody                 |            |
| John Gielgud          | Arthur                                            | Hobson                       |            |
| Nigel Havers          | Chariots of Fire                                  | Andrew Lindsay               |            |
| 1983                  |                                                   |                              |            |
| Jack Nicholson        | Reds                                              | Eugene O'Neill               |            |
| Frank Finlay          | The Return of the Soldier                         | William Grey                 |            |
| Edward Fox            | Gandhi                                            | Reginald Dyer                |            |
| Roshan Seth           | Gandhi                                            | Jawaharlal Nehru             |            |
| 1984                  |                                                   |                              |            |
| Denholm Elliott       | Trading Places                                    | Coleman                      |            |
| Bob Hoskins           | The Honorary Consul                               | Colonel Perez                |            |
| Burt Lancaster        | Local Hero                                        | Felix Happer                 |            |
| Jerry Lewis           | The King of Comedy                                | Jerry Langford               |            |
| 1985                  |                                                   |                              |            |
| Denholm Elliott       | A Private Function                                | Charles Swaby                |            |
| Michael Elphick       | Gorky Park                                        | Pasha                        |            |
| Ian Holm              | Greystoke: The Legend of Tarzan, Lord of the Apes | Phillippe D'Arnot            |            |
| Ralph Richardson      | Greystoke: The Legend of Tarzan, Lord of the Apes | O Conde de Greystoke         |            |
| 1986                  |                                                   |                              |            |
| Denholm Elliott       | Defence of the Realm                              | Vernon Bayliss               |            |
| James Fox             | A Passage to India                                | Richard Fielding             |            |
| John Gielgud          | Plenty                                            | Leonard Darwin               |            |
| Saeed Jaffrey         | My Beautiful Laundrette                           | Nasser                       |            |
| 1987                  |                                                   |                              |            |
| Ray McAnally          | The Mission                                       | Altamirano                   |            |
| Klaus Maria Brandauer | Out of Africa                                     | Bror Blixen                  |            |
| Simon Callow          | A Room with a View                                | Arthur Beebe                 |            |
| Denholm Elliott       | A Room with a View                                | Mr. Emerson                  |            |
| 1988                  |                                                   |                              |            |
| Daniel Auteuil        | Jean de Florette                                  | Ugolin                       |            |
| Ian Bannen            | Hope and Glory                                    | Grandfather George           |            |
| Sean Connery          | The Untouchables                                  | Jimmy Malone                 |            |
| John Thaw             | Cry Freedom                                       | Kruger                       |            |
| 1989                  |                                                   |                              |            |
| Michael Palin         | A Fish Called Wanda                               | Ken Pile                     |            |
| Joss Ackland          | White Mischief                                    | Jock Delves Broughton        |            |
| Peter O'Toole         | The Last Emperor                                  | Reginald Johnston            |            |
| David Suchet          | A World Apart                                     | Muller                       |            |

### 1990-1999
| Ano               | Ator                               | Filme                       | Personagem |
| ----------------- | ---------------------------------- | --------------------------- | ---------- |
| 1990              |                                    |                             |            |
| Ray McAnally      | My Left Foot                       | Mr. Brown                   |            |
| Marlon Brando     | A Dry White Season                 | Ian McKenzie                |            |
| Sean Connery      | Indiana Jones and the Last Crusade | Henry Jones, Sr.            |            |
| Jack Nicholson    | Batman                             | Joker                       |            |
| 1991              |                                    |                             |            |
| Salvatore Cascio  | Nuovo Cinema Paradiso              | Salvatore Di Vita (criança) |            |
| Alan Alda         | Crimes and Misdemeanors            | Lester                      |            |
| John Hurt         | The Field                          | Bird O'Donnell              |            |
| Al Pacino         | Dick Tracy                         | Alphonse "Big Boy" Caprice  |            |
| 1992              |                                    |                             |            |
| Alan Rickman      | Robin Hood: Prince of Thieves      | Sheriff de Nottingham       |            |
| Alan Bates        | Hamlet                             | Claudius                    |            |
| Derek Jacobi      | Dead Again                         | Franklyn Madson             |            |
| Andrew Strong     | The Commitments                    | Deco Cuffe                  |            |
| 1993              |                                    |                             |            |
| Gene Hackman      | Unforgiven                         | Little Bill Daggett         |            |
| Jaye Davidson     | The Crying Game                    | Dil                         |            |
| Tommy Lee Jones   | JFK                                | Clay Shaw                   |            |
| Samuel West       | Howards End                        | Leonard Bast                |            |
| 1994              |                                    |                             |            |
| Ralph Fiennes     | Schindler's List                   | Amon Göth                   |            |
| Ben Kingsley      | Schindler's List                   | Itzhak Stern                |            |
| John Malkovich    | In the Line of Fire                | Mitch Leary                 |            |
| Tommy Lee Jones   | The Fugitive                       | Marshal Samuel Gerard       |            |
| 1995              |                                    |                             |            |
| Samuel L. Jackson | Pulp Fiction                       | Jules Winnfield             |            |
| Simon Callow      | Four Weddings and a Funeral        | Gareth                      |            |
| John Hannah       | Four Weddings and a Funeral        | Matthew                     |            |
| Paul Scofield     | Quiz Show                          | Mark Van Doren              |            |
| 1996              |                                    |                             |            |
| Tim Roth          | Rob Roy                            | Archibald Cunningham        |            |
| Ian Holm          | The Madness of King George         | Dr. Willis                  |            |
| Martin Landau     | Ed Wood                            | Bela Lugosi                 |            |
| Alan Rickman      | Sense and Sensibility              | Christopher Brandon         |            |
| 1997              |                                    |                             |            |
| Paul Scofield     | The Crucible                       | Thomas Danforth             |            |
| John Gielgud      | Shine                              | Cecil Parkes                |            |
| Edward Norton     | Primal Fear                        | Aaron Stampler              |            |
| Alan Rickman      | Michael Collins                    | Éamon de Valera             |            |
| 1998              |                                    |                             |            |
| Tom Wilkinson     | The Full Monty                     | Gerald                      |            |
| Mark Addy         | The Full Monty                     | Dave                        |            |
| Rupert Everett    | My Best Friend's Wedding           | George Downes               |            |
| Burt Reynolds     | Boogie Nights                      | Jack Horner                 |            |
| 1999              |                                    |                             |            |
| Geoffrey Rush     | Shakespeare in Love                | Philip Henslowe             |            |
| Ed Harris         | The Truman Show                    | Christof                    |            |
| Geoffrey Rush     | Elizabeth                          | Frances Walsingham          |            |
| Tom Wilkinson     | Shakespeare in Love                | Hugh Fennyman               |            |

### Anos 2000
| Ano                      | Ator                                            | Filme               | Personagem |
| ------------------------ | ----------------------------------------------- | ------------------- | ---------- |
| 2000                     |                                                 |                     |            |
| Jude Law                 | The Talented Mr. Ripley                         | Dickie Greenleaf    |            |
| Wes Bentley              | American Beauty                                 | Ricky Fitts         |            |
| Michael Caine            | The Cider House Rules                           | Wilbur Larch        |            |
| Rhys Ifans               | Notting Hill                                    | Spike               |            |
| Timothy Spall            | Topsy-Turvy                                     | Richard Temple      |            |
| 2001                     |                                                 |                     |            |
| Benicio Del Toro †       | Traffic                                         | Javier Rodriguez    |            |
| Albert Finney ‡          | Erin Brockovich                                 | Edward L. Masry     |            |
| Gary Lewis               | Billy Elliot                                    | Sr. Elliot          |            |
| Joaquin Phoenix ‡        | Gladiator                                       | Cómodus             |            |
| Oliver Reed              | Gladiator                                       | Próximus            |            |
| 2002                     |                                                 |                     |            |
| Jim Broadbent §          | Moulin Rouge!                                   | Harold Zilder       |            |
| Hugh Bonneville          | Iris                                            | Jovem John Bayley   |            |
| Robbie Coltrane          | Harry Potter and the Philosopher's Stone        | Hagrid              |            |
| Colin Firth              | Bridget Jones's Diary                           | Mark Darcy          |            |
| Eddie Murphy             | Shrek                                           | Burro (voz)         |            |
| 2003                     |                                                 |                     |            |
| Christopher Walken ‡     | Catch Me If You Can                             | Frank Abagnale      |            |
| Chris Cooper †           | Adaptation.                                     | John Laroche        |            |
| Ed Harris ‡              | The Hours                                       | Richard Brown       |            |
| Alfred Molina            | Frida                                           | Diego Rivera        |            |
| Paul Newman ‡            | Road to Perdition                               | John Rooney         |            |
| 2004                     |                                                 |                     |            |
| Bill Nighy §             | Love Actually                                   | Bill Mack           |            |
| Paul Bettany             | Master and Commander: The Far Side of the World | Stephen Maturin     |            |
| Albert Finney            | Big Fish                                        | Velho Ed Bloom      |            |
| Ian McKellen             | The Lord of the Rings: The Return of the King   | Gandalf             |            |
| Tim Robbins †            | Mystic River                                    | Dave Boyle          |            |
| 2005                     |                                                 |                     |            |
| Clive Owen ‡             | Closer                                          | Larry Gray          |            |
| Alan Alda ‡              | The Aviator                                     | Ralph Owen Brewster |            |
| Phil Davis               | Vera Drake                                      | Stan                |            |
| Jamie Foxx ‡             | Collateral                                      | Max Jefferson       |            |
| Rodrigo de La Serna      | Diários de Motocicleta (The Motorcycle Diaries) | Alberto Granado     |            |
| 2006                     |                                                 |                     |            |
| Jake Gyllenhaal ‡        | Brokeback Mountain                              | Jack Twist          |            |
| Don Cheadle              | Crash                                           | Graham Waters       |            |
| George Clooney           | Good Night, and Good Luck.                      | Fred W. Friendly    |            |
| George Clooney †         | Syriana                                         | Bob Barnes          |            |
| Matt Dillon ‡            | Crash                                           | John Ryan           |            |
| 2007                     |                                                 |                     |            |
| Alan Arkin †             | Little Miss Sunshine                            | Edwin Hoover        |            |
| James McAvoy             | The Last King of Scotland                       | Nicholas Garrigan   |            |
| Jack Nicholson           | The Departed                                    | Frank Costello      |            |
| Leslie Phillips          | Venus                                           | Ian                 |            |
| Michael Sheen            | The Queen                                       | Tony Blair          |            |
| 2008                     |                                                 |                     |            |
| Javier Bardem †          | No Country for Old Men                          | Anton Chigurh       |            |
| Paul Dano                | There Will Be Blood                             | Elly Sunday         |            |
| Philip Seymour Hoffman ‡ | Charlie Wilson's War                            | Gust Avrakotos      |            |
| Tommy Lee Jones          | No Country for Old Men                          | Ed Tom Bell         |            |
| Tom Wilkinson ‡          | Michael Clayton                                 | Arthur Edens        |            |
| 2009                     |                                                 |                     |            |
| Heath Ledger † (póstumo) | The Dark Knight                                 | O Coringa           |            |
| Robert Downey Jr. ‡      | Tropic Thunder                                  | Kirk Lazarus        |            |
| Brendan Gleeson          | In Bruges                                       | Ken                 |            |
| Philip Seymour Hoffman ‡ | Doubt                                           | Padre Brendan Flynn |            |
| Brad Pitt                | Burn After Reading                              | Chad Feldheimer     |            |

### Anos 2010
| Ano                      | Ator                                      | Filme                            | Personagem |
| ------------------------ | ----------------------------------------- | -------------------------------- | ---------- |
| 2010                     |                                           |                                  |            |
| Christoph Waltz †        | Inglorious Basterds                       | Coronel Hans Landa               |            |
| Alec Baldwin             | It's Complicated                          | Jacob Adler                      |            |
| Christian McKay          | Me and Orson Welles                       | Orson Welles                     |            |
| Alfred Molina            | An Education                              | Jack Mellor                      |            |
| Stanley Tucci ‡          | The Lovely Bones                          | George Harvey                    |            |
| 2011                     |                                           |                                  |            |
| Geoffrey Rush ‡          | The King's Speech                         | Lionel Logue                     |            |
| Christian Bale †         | The Fighter                               | Dicky Eckland                    |            |
| Andrew Garfield          | The Social Network                        | Eduardo Saverin                  |            |
| Pete Postlethwaite       | The Town                                  | Fergie Colm                      |            |
| Mark Ruffalo ‡           | The Kids Are All Right                    | Paul                             |            |
| 2012                     |                                           |                                  |            |
| Christopher Plummer †    | Beginners                                 | Hal                              |            |
| Kenneth Branagh ‡        | My Week with Marilyn                      | Laurence Olivier                 |            |
| Jim Broadbent            | The Iron Lady                             | Denis Thatcher                   |            |
| Jonah Hill ‡             | Moneyball                                 | Peter Brandt                     |            |
| Philip Seymour Hoffman   | The Ides of March                         | Paul Zara                        |            |
| 2013                     |                                           |                                  |            |
| Christoph Waltz †        | Django Unchained                          | Dr. King Schultz                 |            |
| Alan Arkin ‡             | Argo                                      | Lester Siegel                    |            |
| Javier Bardem            | Skyfall                                   | Raoul Silva                      |            |
| Philip Seymour Hoffman ‡ | The Master                                | Lancaster Dodd                   |            |
| Tommy Lee Jones ‡        | Lincoln                                   | Thaddeus Stevens                 |            |
| 2014                     |                                           |                                  |            |
| Barkhad Abdi ‡           | Captain Phillips                          | Abduwali Muse                    |            |
| Daniel Brühl             | Rush                                      | Niki Lauda                       |            |
| Bradley Cooper ‡         | American Hustle                           | Richard "Richie" DiMaso          |            |
| Matt Damon               | Behind the Candelabra                     | Scott Thorson                    |            |
| Michael Fassbender ‡     | 12 Years a Slave                          | Edwin Epps                       |            |
| 2015                     |                                           |                                  |            |
| J. K. Simmons †          | Whiplash                                  | Terence Fletcher                 |            |
| Steve Carell ‡           | Foxcatcher                                | John Eleuthère du Pont           |            |
| Ethan Hawke ‡            | Boyhood                                   | Mason Evans                      |            |
| Edward Norton ‡          | Birdman                                   | Mike Shiner                      |            |
| Mark Ruffalo ‡           | Foxcatcher                                | Dave Schultz                     |            |
| 2016                     |                                           |                                  |            |
| Mark Rylance †           | Bridge of Spies                           | Rudolf Abel                      |            |
| Christian Bale ‡         | The Big Short                             | Michael Burry                    |            |
| Benicio Del Toro         | Sicario                                   | Alejandro Gillick                |            |
| Idris Elba               | Beasts of No Nation                       | O Comandante                     |            |
| Mark Ruffalo ‡           | Spotlight                                 | Michael Rezendes                 |            |
| 2017                     |                                           |                                  |            |
| Dev Patel ‡              | Lion                                      | Saroo Brierley                   |            |
| Mahershala Ali †         | Moonlight                                 | Juan                             |            |
| Jeff Bridges ‡           | Hell or High Water                        | Marcus Hamilton                  |            |
| Hugh Grant               | Florence Foster Jenkins                   | St. Clair Bayfield               |            |
| Aaron Taylor-Johnson     | Nocturnal Animals                         | Ray Marcus                       |            |
| 2018                     |                                           |                                  |            |
| Sam Rockwell             | Three Billboards Outside Ebbing, Missouri | Oficial Jason Dixon              |            |
| Woody Harrelson          | Three Billboards Outside Ebbing, Missouri | Xerife William "Bill" Willoughby |            |
| Willem Dafoe             | The Florida Project                       | Bobby Hicks                      |            |
| Hugh Grant               | Paddington 2                              | Phoenix Buchanan                 |            |
| Christopher Plummer      | All the Money in the World                | Jean Paul Getty                  |            |
| 2019                     |                                           |                                  |            |
| Mahershala Ali           | Green Book                                | Don Shirley                      |            |
| Adam Driver              | BlacKkKlansman                            | Flip Zimmerman                   |            |
| Richard E. Grant         | Can You Ever Forgive Me?                  | Jack Hock                        |            |
| Sam Rockwell             | Vice                                      | George W. Bush                   |            |
| Timothée Chalamet        | Beautiful Boy                             | Nic Sheff                        |            |

### Anos 2020
| Ano                 | Ator                                | Filme                       | Personagem |
| ------------------- | ----------------------------------- | --------------------------- | ---------- |
| 2020                |                                     |                             |            |
| Brad Pitt           | Once Upon a Time in....Hollywood    | Cliff Booth                 |            |
| Al Pacino           | The Irishman                        | Jimmy Hoffa                 |            |
| Joe Pesci           | The Irishman                        | Russell Bufalino            |            |
| Anthony Hopkins     | The Two Popes                       | Papa Bento XVI              |            |
| Tom Hanks           | A Beautiful Day in the Neighborhood | Fred Rogers                 |            |
| 2021                |                                     |                             |            |
| Daniel Kaluuya      | Judas and the Black Messiah         | Fred Hampton                |            |
| Barry Keoghan       | Calm with Horses                    | Dymphna                     |            |
| Alan Kim            | Minari                              | David Yi                    |            |
| Leslie Odom Jr.     | One Night in Miami...               | Sam Cooke                   |            |
| Clarke Peters       | Da 5 Bloods                         | Otis                        |            |
| Paul Raci           | Sound of Metal                      | Joe                         |            |
| 2022                |                                     |                             |            |
| Troy Kotsur         | CODA                                | Frank Rossi                 |            |
| Mike Faist          | West Side Story                     | Riff                        |            |
| Ciarán Hinds        | Belfast                             | Pop                         |            |
| Jesse Plemons       | The Power of the Dog                | George Burbank              |            |
| Kodi Smit-McPhee    | The Power of the Dog                | Peter Gordon                |            |
| Woody Norman        | C'mon C'mon                         | Jesse                       |            |
| 2023                |                                     |                             |            |
| Barry Keoghan ‡     | The Banshees of Inisherin           | Dominic Kearney             |            |
| Albrecht Schuch §   | Im Westen nichts Neues              | Stanislaus "Kat" Katczinsky |            |
| Brendan Gleeson ‡   | The Banshees of Inisherin           | Colm Doherty                |            |
| Eddie Redmayne §    | The Good Nurse                      | Charlie Cullen              |            |
| Ke Huy Quan †       | Everything Everywhere All at Once   | Waymond Wang                |            |
| Micheal Ward §      | Empire of Light                     | Stephen                     |            |
| 2024                |                                     |                             |            |
| Robert Downey Jr. † | Oppenheimer                         | Lewis Strauss               |            |
| Robert De Niro ‡    | Killers of the Flower Moon          | William King Hale           |            |
| Ryan Gosling ‡      | Barbie                              | Ken                         |            |
| Paul Mescal §       | All of Us Strangers                 | Harry                       |            |
| Jacob Elordi §      | Saltburn                            | Felix Catton                |            |
| Dominic Sessa §     | The Holdovers                       | Angus Tully                 |            |
| 2025                |                                     |                             |            |
| Kieran Culkin ‡     | A Real Pain                         | Benji Kaplan                |            |
| Clarence Maclin     | Sing Sing                           | Ele mesmo                   |            |
| Edward Norton ‡     | A Complete Unknown                  | Pete Seeger                 |            |
| Guy Pearce ‡        | The Brutalist                       | Harrison Lee Van Buren      |            |
| Jeremy Strong ‡     | The Apprentice                      | Roy Cohn                    |            |
| Yura Borisov ‡      | Anora                               | Ivan                        |            |